# Бизнес сектор
Бизнес пренасочва насам.  За стопанската организация вижте Предприятие.
Бизнес сектор в матрицата е подгрупа на вътрешната икономика, изключваща икономически активности на общото управление, домакинствата, нестопанските организации.
Например в САЩ бизнес секторът е обявен за осигуряващ около 78 процента от брутния вътрешен продукт през 2000 г. 